# Rennschlittenbahn Ilmenau
Koordinaten: 50° 40′ 21″ N, 10° 54′ 55″ O
Die Rennschlittenbahn „Wolfram Fiedler“ Ilmenau ist eine Wettkampfbahn für den Rodelsport in Deutschland im thüringischen Ilmenau. Sie hat eine Gesamtlänge von 430 Metern bei einem Gefälle von 12 Prozent und insgesamt 8 Kurven. Auf der Bahn kann eine Geschwindigkeit von ca. 77 Kilometern pro Stunde erreicht werden.

## Geschichte

Strecke im Detail

Nachdem im Jahre 1908 – zuerst als Unterabteilung des Ilmenauer Wintersportvereins und seit 24. Januar 1912 als selbständiger Verein – der Bobclub Ilmenau entstand, fand am 12. Januar 1908 das erste Bobrennen in Ilmenau auf der Gabelbachstraße statt. Bereits 1909 begann an der Westflanke des Lindenbergs am Gabelbachtal der Bau einer Rodelbahn. Die Gesamtlänge betrug damals 2750 Meter. Die Bahn war vier Meter breit und hatte ein Gefälle von maximal 12 Prozent. Bis zum Jahr 1923 veranstaltete der Bobclub Ilmenau dort in jedem Winter Bobrennen, der Club selbst unterhielt ständig 16 Bobmannschaften.
Als durch die weiterentwickelten Bobs höhere Geschwindigkeiten möglich wurden, machte sich 1926 der Bau einer speziellen Bobbahn erforderlich. Diese Bahn hatte ihren Beginn auf dem 749 Meter hohen Lindenberg an der ebenfalls 1926 errichteten Clubhütte des Ilmenauer Bobclubs, der heutigen Berggaststätte „Bobhütte“. Die Bobbahn verlief über den Nordhang des Lindenbergs und verfügte über 5 Kurven, sie hatte eine Länge von 1908 Metern. Das Eröffnungsrennen fand am 9. Januar 1927 statt, ein Jahr später wurde die Bahn durch einen elektrischen Schlitten- und Personenaufzug ergänzt.
Zu DDR-Zeiten wurde die Anlage durch die BSG Empor Ilmenau genutzt. Zwischen 1967 und 1970 war Ilmenau auch zentraler Trainingsstützpunkt der DDR-Sportkader.

## Rennschlittenbahn „Wolfram Fiedler“
Ende der 1980er Jahre entstand etwa 750 Meter östlich vom Ziel der alten Bobbahn eine Kunststoffrodelbahn für Sommer- und Winterbetrieb am Nordhang des Floßberges. Die Bahn, die außerhalb der Wettkämpfe auch als Freizeitrodelbahn dient, wurde am 7. Oktober 1989 eingeweiht, sie wurde nach dem ehemaligen Rennrodler Wolfram Fiedler benannt.
Nach der politischen Wende in der DDR 1990 wurde der Wintersportverein 1990 e. V gegründet, der sich 1998 in Wintersportverein Ilmenau 1908 e. V. umbenannte. Nach einer längeren Pause wird seit 1999 wieder Bobsport in Ilmenau betrieben. Im Jahr 2000 wurde der neue Verein Rodelclub Ilmenau e. V gegründet, und seit der Saison 2000/2001 wird auf der Bahn auch Skeleton betrieben.

## Veranstaltungen
Seit 1994 wird auf dieser Bahn der FIL-Sommerrodel-Cup des Internationalen Rodel-Verbands ausgetragen.

## Rekorde
| Altersklasse        | Starthöhe | Sportler                | Zeit            | Datum              |
| ------------------- | --------- | ----------------------- | --------------- | ------------------ |
| Damen               | Start 1   | Silke Kraushaar-Pielach | 19,627 Sekunden | 7. September 2002  |
| Herren              | Start 1   | Jan Eichhorn            | 19,477 Sekunden | 7. September 2002  |
| Juniorinnen         | Start 1   | Anja Eberhardt          | 19,855 Sekunden | 7. September 2002  |
| Junioren            | Start 1   | Andi Langenhan          | 19,682 Sekunden | 7. September 2002  |
| Jugend A (weiblich) | K 1/2     | Dajana Eitberger        | 20,167 Sekunden | 10. September 2005 |
| Jugend A (männlich) | K 1/2     | Sascha Benecken         | 19,798 Sekunden | 10. September 2005 |